# Mob Rules
Mob Rules es el décimo álbum de estudio de la banda  de heavy metal Black Sabbath, lanzado al mercado el 1 de octubre de 1981 a través de Vertigo Records en Europa y en Norteamérica por Warner Bros. Este trabajo es el primero con Vinny Appice, que entró en la banda en sustitución del batería original Bill Ward y el último con el vocalista de Ronnie James Dio hasta Dehumanizer (1992).
Al igual que su antecesor, Heaven and Hell, el álbum tuvo una buena acogida por parte de la crítica y el público. Entre las canciones incluidas destacan los sencillos «The Mob Rules» y «Turn Up the Night», que alcanzaron el top 50 en la lista de sencillos del Reino Unido. 

## Antecedentes
A finales de 1980, la discográfica de Black Sabbath, Warner Bros; pidió a la banda que grabara un tema para la banda sonora de la película animada Heavy Metal. El grupo, por ese motivo, entró en los estudios de la mansión Tittenhurst Park (Berkshire), propiedad del batería de The Beatles Ringo Starr. En una de estas sesiones de grabación, Black Sabbath grabó la versión original de «The Mob Rules» que se puede encontrar en la banda sonora de la película y en la edición limitada del álbum.
Tras la grabación del tema la banda decidió comprar un estudio propio. Su anterior trabajo, Heaven and Hell (1980), había sido un éxito; por lo que la discográfica Warner Bros le ofreció una cantidad considerable de dinero para la grabación de un nuevo álbum. Con estos fondos la banda adquirió un estudio y un equipo, sin embargo; decidió trasladarse a los estudios Record Plant en Los Ángeles donde completaron el álbum en verano de 1981 tras tres meses de grabación.

## Grabación
Iommi, Butler y Dio compusieron toda la música y este último fue quien escribió las letras. Estas tratan en su mayoría temas oscuros y su apariencia general hace que el álbum sea más pesado y prosaico en comparación con su antecesor. 
El productor ejecutivo fue Martin Birch, que ya había producido su anterior trabajo. Dio asumió mayores responsabilidades en el estudio con este trabajo, lo que produjo rencor entre los miembros de la banda y que dio lugar a su salida del grupo un año más tarde. Iommi dijo que el vocalista era demasiado franco cuando se trataban discusiones, mientras que él y Butler eran más discretos con el fin de evitar conflictos.

## Diseño artístico
La portada del álbum en una versión modificada de la obra de Dream 1: Crucifiers (también conocida como Mob Dream) de Greg Hildebrandt, quien dio permiso a la banda para que la utilizara en el álbum. Existe la suposición de que el arte incluye el texto Kill Ozzy (en inglés: Mata a Ozzy), en referencia al exvocalista Ozzy Osbourne. Después de ser expulsado de Black Sabbath, Osbourne empezó una exitosa carrera en solitario y se había convertido en un rival para su antigua banda. Años más tarde, Tony Iommi escribió en su autobiografía que la portada no incluía ningún mensaje y que la relación con el exvocalista siempre fue buena, a pesar de todos los problemas.
La portada muestra a cinco figuras encapuchadas armadas con látigos junto a un sudario con un rostro diabólico pintado con sangre. La escena tiene lugar en una especie de mazmorra donde el logo de la banda y el título del disco aparecen escritos de color rojo.

## Posición en las listas
Álbum
| País           | Lista                    | Mejor posición | Ref.  |
| -------------- | ------------------------ | -------------- | ----- |
| Canadá         | Canadian Albums Chart    | 19             | [ 1 ] |
| Estados Unidos | Billboard 200            | 29             | [ 2 ] |
| Japón          | Oricon Album Chart       | 119            | [ 3 ] |
| Nueva Zelanda  | New Zealand Albums Chart | 45             | [ 4 ] |
| Países Bajos   | Dutch Albums Chart       | 47             | [ 5 ] |
| Reino Unido    | UK Albums Chart          | 12             | [ 6 ] |
| Suecia         | Sverigetopplistan        | 30             | [ 7 ] |

### Certificación
| País           | Certificación | Ventas  | Ref.   |
| -------------- | ------------- | ------- | ------ |
| Canadá         | Oro           | 50 000  | [ 8 ]  |
| Estados Unidos | Oro           | 500 000 | [ 9 ]  |
| Reino Unido    | Plata         | 60 000  | [ 10 ] |

## Lista de canciones
Todas las canciones escritas y compuestas por Geezer Butler, Tony Iommi y Ronnie James Dio.

| N.º | Título                              | Duración |  |
| 1.  | «Turn up the Night»                 | 3:42     |  |
| 2.  | «Voodoo»                            | 4:31     |  |
| 3.  | «The Sign of the Southern Cross»    | 7:45     |  |
| 4.  | «E5150»                             | 2:54     |  |
| 5.  | «The Mob Rules»                     | 3:15     |  |
| 6.  | «Country Girl»                      | 4:02     |  |
| 7.  | «Slipping Away»                     | 3:46     |  |
| 8.  | «Falling off the Edge of the World» | 5:03     |  |
| 9.  | «Over and Over»                     | 5:29     |  |

## Integrantes
- Ronnie James Dio - Voz
- Tony Iommi - Guitarras eléctricas y acústicas
- Geezer Butler - Bajo
- Vinny Appice - Batería
- Geoff Nicholls - Teclados